# 石川潔
石川 潔(いしかわ きよし、1918年4月13日 - 1995年4月24日）は、日本の経営者。三菱石油社長を務めた。東京都出身。

## 経歴
1940年に東京帝国大学工学部応用学科を卒業し、日産液体燃料に就職。同年9月、海軍技術科短期現役補修学生となり、造機中尉に任官。1945年5月、技術少佐に昇進し、終戦を迎えた。
戦後、農業化学研究所に勤務。1953年3月に三菱石油に転じ、1973年5月に常務、1979年3月に東北石油社長を経て、1983年6月に三菱石油社長に就任し、1989年6月には会長に就任した。
1995年4月24日肺炎のために死去。77歳没。